# 灰枝翅子藤
灰枝翅子藤（学名：Loeseneriella griseoramula）是卫矛科翅子藤属的植物，是中国的特有植物。分布在中国大陆的广西等地，生长于海拔600米至700米的地区，多生于山坡，目前尚未由人工引种栽培。